# U-904
| U-904                      | U-904                                                          | U-904                                                          |
| -------------------------- | -------------------------------------------------------------- | -------------------------------------------------------------- |
|                            |                                                                |                                                                |
|                            |                                                                |                                                                |
|                            |                                                                |                                                                |
| Під прапором               | Третій рейх                                                    | Третій рейх                                                    |
| Спуск на воду              | 7 серпня 1943 року                                             | 7 серпня 1943 року                                             |
| Виведений зі складу флоту  | 4 травня 1945 року                                             | 4 травня 1945 року                                             |
| Сучасний статус            | затоплений                                                     | затоплений                                                     |
| Проєкт                     |                                                                |                                                                |
| Тип ПЧ                     | Торпедний ДПЧ                                                  | Торпедний ДПЧ                                                  |
| Основні характеристики     |                                                                |                                                                |
| Швидкість (надводна)       | 17,7 вузла                                                     | 17,7 вузла                                                     |
| Швидкість (підводна)       | 7,6 вузла                                                      | 7,6 вузла                                                      |
| Робоча глибина занурення   | 100 м                                                          | 100 м                                                          |
| Гранична глибина занурення | 220 м                                                          | 220 м                                                          |
| Екіпаж                     | 52 особи                                                       | 52 особи                                                       |
| Розміри                    |                                                                |                                                                |
| Довжина найбільша (по КВЛ) | 67,1 м                                                         | 67,1 м                                                         |
| Ширина корпусу найб.       | 6,2 м                                                          | 6,2 м                                                          |
| Висота                     | 9,6 м                                                          | 9,6 м                                                          |
| Середня осадка (по КВЛ)    | 4,70 м                                                         | 4,70 м                                                         |
| Водотоннажність надводна   | 769 т                                                          | 769 т                                                          |
| Озброєння                  |                                                                |                                                                |
| Артилерія                  | одна палубна гармата калібру 88-мм, одна 20-мм зенітна гармата | одна палубна гармата калібру 88-мм, одна 20-мм зенітна гармата |
| Торпедно- мінне озброєння  | 4 носових і один кормовий ТА. 14 торпед або 26 мін             | 4 носових і один кормовий ТА. 14 торпед або 26 мін             |

U-904 — німецький підводний човен типу VIIC, часів Другої світової війни.
Замовлення на будівництво човна віддано 16 липня 1942 року. Човен був закладений на верфі суднобудівної компанії «Flender Werke AG» у місті Любек 10 вересня 1942 року під заводським номером 330, спущений на воду 7 серпня 1943 року, 25 вересня 1943 року увійшов до складу 23-ї флотилії. Також за час служби входив до складу 5-ї флотилії.
Затоплений власним екіпажем 4 травня 1945 року на базі підводних човнів у Екернферде..

## Командири підводного човна
- Оберлейтенант-цур-зее Детлеф Фріц (25 вересня — 30 листопада 1943)
- Оберлейтенант-цур-зее Дітер Ердманн (1 грудня 1943 — 15 червня 1944)
- Оберлейтенант-цур-зее Гюнтер Штюрманн (16 червня 1944 — 4 травня 1945)